# Boerentoren
A Boerentoren (magyarul farmerek tornya, más néven KBC-torony is) a belgiumi Antwerpen második legmagasabb épülete (csak a Miasszonyunk-katedrális magasabb nála). 1929-ben kezdték el az építését, 1932-ben készült el, 26 emeletével akkor ez volt Európa legelső felhőkarcolója. Art deco stílusban készült el, építője Jan Van Hoenacker. Eredetileg 87,5 m magas volt, 1976-ban átépítették, így lett 97 m magas.
Az 1950-es évekig Európa legmagasabb felhőkarcolója volt.
Nevét a benne székelő Kredietbank ügyfeleiról, a parasztokról kapta. Második neve a KBC-csoportról kapta a nevét, amihez a Kredietbank is tartozik.

## Érdekességek
- A torony a legmagasabb antwerpeni épülettől, a katedrálistól pontosan 123 m távolságra található, maga a katedrális pedig éppen 123 m magas.
- 1999-ben Tanja Dexters bázisugrást hajtott végre a toronyból.
- A toronynak van a legnagyobb pincéje egész Antwerpenben.
- Tiszta időben a torony tetejéről látható a brüsszeli Atomium.
- A felújítása előtt attól féltek, hogy a torony is olyan ferde lesz, mint a pisai ferde torony.

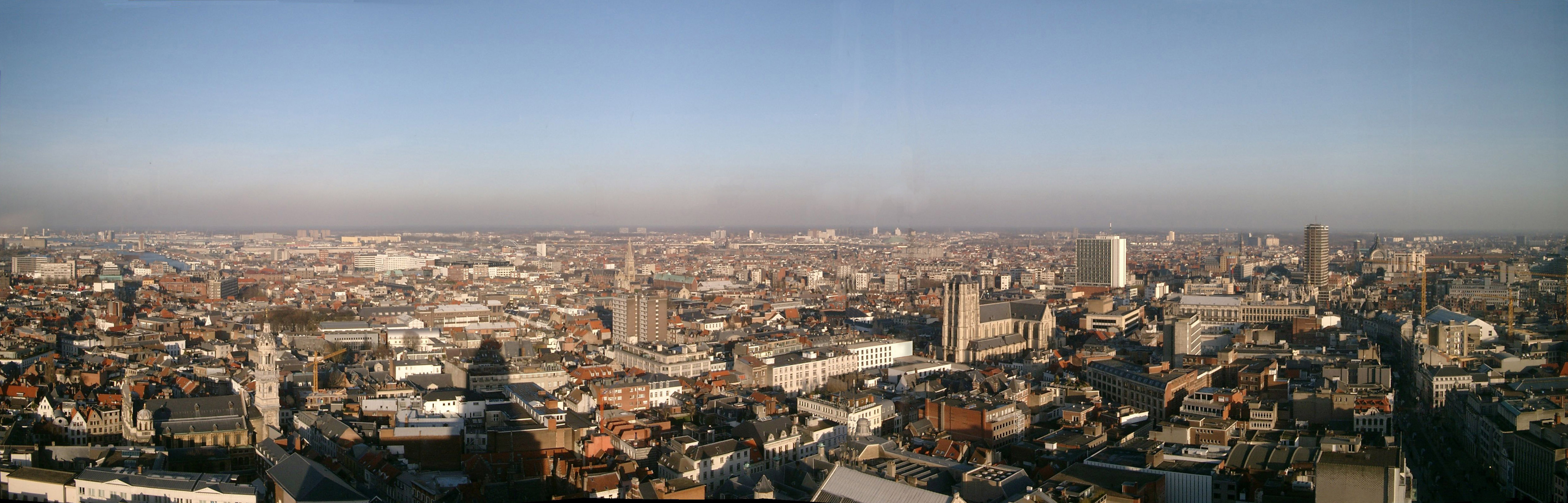
Kilátás a Boerentorenről

## Külső hivatkozások
- VRT News site
- Tower Building in Antwerp